# Poumougne
Poumougne est un arrondissement du Cameroun situé dans la région de l'Ouest et le département du Koung-Khi.

## Chefferie traditionnelle
L'arrondissement de Poumougne est le siège de l'une des onze chefferies traditionnelles de 1er degré de la région de l'Ouest :
- Chefferie Bandjoun, 48 758 habitants en 2015